# Синята брада
Синята брада е народна приказка, преразказана от Шарл Перо и публикувана за първи път през 1697 г. от парижкия издател Барбен в сборника Истории или приказки от стари времена (на френски: Histoires ou contes du temps passé).

## Историята
Един стар и богат благородник ужасява жените както със синята си брада, така и с непрекъснатите си бракове, като съпругите му тайнствено изчезват една след друга. Той предлага на свой съсед да се ожени за една от дъщерите му, но девойките не го искат. Накрая успява да склони най-малката от тях.
Известно време след сватбата Синята брада тръгва на път и поверява на съпругата си връзка ключове от вратите на замъка си, като ѝ забранява да влиза в една малка стая под какъвто и да било предлог. Любопитството на жена му обаче надделява, тя я отключва и открива там труповете на предишните му съпруги, закачени на стените. Изплашена, тя изпуска ключа, който се изцапва с кръв и въпреки всичките ѝ опити не може да бъде изчистен.
Синята брада се връща по-рано от предвиденото и разярен, че жена му не го е послушала, се приготвя да ѝ пререже гърлото както на предишните. За щастие, тя очаква на гости братята си, които в този момент пристигат и убиват Синята брада. Жена му наследява замъка, богатството му и се омъжва повторно.
Историята е вдъхновила създаването на филми, театрални постановки, опери и книги.

## Историческата личност
Приказката за Синята брада е вдъхновена от загадъчната личност на барон Жил дьо Ре, известен със своята кръвожадност и множеството извършени от него убийства.

## Жените на Синята брада
Не е известна причината защо Синята брада е убил първата си жена, защото тя не би могла да влезе в забранената стая и да намери някой мъртъв там.
В оригиналното издание на Братя Грим от 1812, Вилхелм Грим обяснява, че във всички приказки за персонажа, където неговата жажда за кръв не е обяснена, се намеква за това, че той може би се къпе в кръвта, за да се излекува от синята си брада.
Съществуват различни версии за броя на жените му и имената им също са чест обект на фикцията. В пиесите на Морис Метерлинк, например, се споменават пет съпруги – Селизет, Аладин, Игрейн, Беланжер, Мелисандра и Ариан.
В операта на Жак Офенбах (1866) предишните съпруги са наречени Елоаз, Елеонор, Изаура, Росалинда и Бланш, като последната – Булот е момиче от село, което разкрива тайната малко преди да бъде убита и Синята брада да се ожени за принцеса Херния.
В операта на Бела Барток (1911) последната жена е под номер шест – Ариан, но не назова никоя от останалите. Версията се концентрира повече върху символистичното значение на героите, като заема само основните мотиви и обстановка.
В „Седемте жени на Синята брада“ Анатол Франс нарича последната жена Жан.
Алфред Савоар през 1920 година пише пиесата „Осмата жена на Синята брада“, екранизарана после два пъти – от Сам Ууд и Ернст Любич.
Във филма „Синята брада“ от 1972 г. Барон фон Зепер е австрийски аристократ, познат със синкавата си брада и интереса си към красивите жени. В него красавицата Ан намира мазе в замъка, където са замразени телата на предишните съпруги.

## Адаптации
„Синята брада“ има множество адаптации в киното, литературата и театъра.
Първите илюстрации във Великобритания на Синята брада през 19-и и 20 век представят османизирана версия на героя. Това се дължи на факта, че много от ранните постановки ситуират действието в Османската империя, а главната героиня често е наречена Фатима. Това са например пантомимната версия на Кралския театър на Друри Лейн, Лондон още от 1798 г. Други значими ранни продукции са тези на Е. Бланшард през 1879 г., както и с участието на Дан Лено през 1901 г.

### В литературата
- „Синята брада“ от Братя Грим
- „Капитан-убиец“ от Чарлз Дикенс – в разказа на Дикенс главният персонаж е описан като кръвожаден канибал, „издънка от семейството на Синята брада“. Той изяжда жените си, но е победен от сестрата на една от жертвите, която търси отмъщение. След като се жени за нея, тя поглъща отрова малко преди той да я изяде.
- „Ужасната история на Синята брада“ от Уилям Мейкпийс Такъри
- „Ключовете на Синята брада“ от Ан Такъри Ричи
- „Седемте жени на Синята брада“ от Анатол Франс
- „Яйцето на Синята брада“ от Маргарет Атууд
- „Кости“ от Франческа Лиа Блок
- „Синята брада“ от Кърт Вонегът
- „Бронзови и златни нишки“ от Джейн Никерсън
- „Кървавата стая“ от Анджела Картър
- „Господин Фокс“ от Хелън Ойейеми
- „Синята брада“ от Хари Кларк
- „Синята брада“ от Амели Нотомб

### В операта
- „Раул синята брада“ (1789) – първата опера по произведението; композитор е Андре Грети
- „Синята брада“ (1866), оперета от Жак Офенбах
- „Ариан и Синята брада“ (1907) от Пол Дюкас
- „Рицар Синята брада“ (1917), опера от Емил Николас фон Рецничек
- „Замъкът на синята брада“ (1918 г.), опера от композитора Бела Барток по либретото на Бела Балаш
- „Осмата жена на Синята брада“ (1940), опера от Фраци
- „Ан, моята сестра Ан“ (2001) мюзикъл от Жан Безиерс

### Театър и балет
- „Синята брада или мормонът, прислужницата и малкия войник“ – бурлеска от 1871 г.[3]
- „Г-н Синята брада“ – Бродуейски мюзикъл от 1903 г. През същата година над 600 души, между които и актьорския състав, умират в пожар по време постановката. Случката вдъхновява пиесата от 2011 г. „Да изгориш Синята брада“[4]
- „Осмата жена на Синята брада“, 1921 г.,
- „Синята брада“ (пиеса) от Чарлс Лъдлам
- „Малката госпожица Синя брада“ – комедийна постановка в театър Риц, 1923 г.
- „Синята брада“ – балет от композитора Пьотр Шенк и по хореография на Мариус Петипа (Санкт Петербург, 1896.)
- „Синята брада“ – балет на Марян Нечак по хореография на Стаса Зуровач. Поставена с Хърватския национален театър в Загреб през 2015 и базирана по „Седемте жени на Синята брада“ на френския нобелист Анатол Франс
- „Синята брада“ – балетен пърформанс на хореографката Пина Бауш по операта на Барток (1977)

### В телевизията
- В японското аниме „Класиките на братя Грим“ (1987)
- „Съкровището на Синята брада“ (1962), анимация
- „Замъкът на Синята брада“, (1988), Английска екранизация по операта на Бела Барток
- В „Приказния детектив Сандра“ като злодей в епизода „Забранената стая“
- „Страшни приказки“, продукция на Дискавъри, Сони и IMAX (2011)
- „Синята брада“ (1984) – ТВ филм, реж Кшищоф Зануси

### В киното
Съществуват над 50 екранизации и филми, вдъхновени от приказката Някои от тях са:
- „Синята брада“ (1902) – късометражен филм на Жорж Мелиес

- „Госпожица Синя брада“ (1925)
- „Братът на Синята брада“ (1932), късометражен
- „Синята брада“ (1936) – реж. Жан Пенлеве
- „Осмата жена на Синята брада“ (1938), реж. Ернст Любич
- „Синята брада“ (1944) – реж. Едгар Дж. Улмер
- „Модерната Синя брада“ (1946) – реж, Джайм Салвадор, с участието на Бъстър Кийтън
- „Господин Верду“ (1947) – черна комедия, режисирана и с участието на Чарли Чаплин
- „Тайна зад вратата..“ (1948) – реж. Фриц Ланг, в ролите Майкъл Редгрейв и Джоан Бенет
- „Сбогом, Синя брада“ (1949) – епизод от „Шантави рисунки“ на Warner Bros., с участието на прасето Порки
- „Синята брада“ (1951) – Германско-френска продукция, реж. Кристиан-Жак
- „Жулиет или ключът към мечтите“ (1951), реж. Марсел Карне
- „10-те медени месеца на Синята брада“ (1960)
- „Синята брада“ (1963), реж. Клод Шаброл
- „Синята брада“ (1972) – реж. Едуард Дмитрик, музика Енио Мориконе
- „Пианото“ (1993) – реж, Джейн Кампиън
- „Много синята брада“ (1979) – анимационна сатира от СССР
- „Последната жена на Синята брада“ (1996), Френско-Украинска пародия, в която Синята брада става жертва на последната си жена
- „Жената на Синята брада“ (2005), късометражен
- „Синята брада“ (2009) – Франция, реж. Катрин Бреийат
- „Синята брада“ (2012) – реж. Ейми Хаскет
- „Ex Machina“ (2015) – реж. Алекс Гарланд
- „Пурпурният връх“ (2015) – готик-хорър, реж. Гийермо дел Торо; сюжетът на филма наподобява историята на Синята брада

### Други
- като герой в комикса „Fables“, както и във видеоиграта по него „The Wolf Among Us“
- в поемата на Шиймъс Хийни „Бране на къпини“.
- в едноименната песен на Cocteau Twins от албума им от 1993 „Four-Calendar Café“
- в песента „Седмата жена на синята брада“, на Максим ле Фроестие
- в играта „Advanced Dungeons & Dragons“ (2 издание).
- в радио пиеса на BBC radio 4 през 2014
- в японския анимационния сериал Fate/Zero
- в книгата на Стивън Кинг „Сиянието“ Джак чете книгата на тригодишния си син Дани, въпреки неодобрението на жена си.